# Кристешти (Арад)
Кристешти (рум. Cristești) насеље је у Румунији у округу Арад у општини Халмађу. Oпштина се налази на надморској висини од 283 m.

## Становништво
Према подацима из 2002. године у насељу је живело 128 становника, од којих су сви румунске националности.